# William Carlucci
William Carlucci –conocido como Bill Carlucci– (Rye Brook, 3 de junio de 1967) es un deportista estadounidense que compitió en remo.
Participó en los Juegos Olímpicos de Atlanta 1996, obteniendo una medalla de bronce en la prueba de cuatro sin timonel ligero. Ganó una medalla de plata en el Campeonato Mundial de Remo de 1998, en el ocho con timonel ligero.

## Palmarés internacional
| Juegos Olímpicos   | Juegos Olímpicos         | Juegos Olímpicos  | Juegos Olímpicos          |
| Año                | Lugar                    | Medalla           | Prueba                    |
| ------------------ | ------------------------ | ----------------- | ------------------------- |
| 1996               | Atlanta (Estados Unidos) | Medalla de bronce | Cuatro sin timonel ligero |
| Campeonato Mundial |                          |                   |                           |
| Año                | Lugar                    | Medalla           | Prueba                    |
| 1998               | Colonia (Alemania)       | Medalla de plata  | Ocho con timonel ligero   |